# شترک ماخورین
شترک ماخورین روستایی از توابع بخش محمدیه شهرستان البرز در استان قزوین ایران است.

## جمعیت
این روستا در دهستان حصار خروان قرار دارد و براساس سرشماری مرکز آمار ایران در سال ۱۳۸۵، جمعیت آن ۱۵۷۸نفر بوده‌است. مذهب اسلام شیعه. اهالی شترک به زبان فارسی صحبت می‌کنند.*